# Putivl
Putivl (en ucraniano: Путивль, romanizado: Putyvl; en ruso: Путивль) es una ciudad ucraniana perteneciente al óblast de Sumy. Situada en el norte del país, es parte del raión de Konotop y centro del municipio (hromada) homónimo.

## Geografía
Putivl se encuentra en la margen derecha del río Seim, 42 km al sur de Glújiv y 80 km al noroeste de Sumy. 

## Historia
Una de las ciudades originales de Severia, Putivl fue mencionada por primera vez en el Códice de Hipacio bajo el año 1146 como una importante fortaleza disputada entre el principado de Chernígov y el principado de Nóvgorod-Síverski del Rus de Kiev. La canción de Yaroslavna sobre las murallas de Putivl es la culminación emocional del medieval Cantar de las huestes de Ígor y de la ópera de Aleksandr Borodín El príncipe Ígor. En la segunda mitad del siglo XII y principios del siglo XIII, Putivl fue el centro de un principado independiente.
Durante la invasión mongola, la ciudad fue quemada, pero pronto fue restaurada. Después de la batalla del río Irpín contra las fuerzas lituanas del príncipe Gediminas en 1321, el Gran Ducado de Lituania tomó la ciudad. Tras la batalla del río Vedrosha en 1500, Putivl fue cedida a Moscovia. Durante el Período Tumultuoso, la ciudad fue el centro de la revuelta de Iván Bolótnikov y base de operaciones brevemente para las tropas de Dimitri I. La República de las Dos Naciones tomó la ciudad entre 1607 y 1619.
En 1905, se produjeron disturbios campesinos en el vólost de Putivl, que fueron brutalmente reprimidos por las autoridades zaristas. En marzo de 1918, en plena Primera Guerra Mundial, la ciudad fue capturada por las tropas alemanas y, a partir de diciembre del mismo año, el ejército de la República Popular Ucraniana bajo el mando de Simon Petliura. Dos meses más tarde, fue capturada por los denikinitas que avanzaban hacia Kiev. En noviembre de 1919 Putivl fue ocupada por el Ejército Rojo. 
Antes de la revolución de Octubre, Putivl formaba parte de la gobernación de Kursk. Putivl, junto con algunos pueblos circundantes, fue transferido a la República Socialista Soviética de Ucrania el 16 de octubre de 1925. Entre 1927 y 1937, el raión de Putivl existió como raión nacional ruso, hasta 1939 como parte del óblast de Chernígov.
Durante la Segunda Guerra Mundial, Putivl fue capturada por tropas alemanas el 11 de septiembre de 1941. los partisanos soviéticos liderados por Sídir Kovpak y Semión Rúdnev comenzaron una guerra de guerrillas contra los alemanes en estos bosques del norte de Ucrania. El 2 de septiembre de 1943, durante la operación ofensiva Chernígov-Pripiat, unidades del Ejército Rojo toman la ciudad.
En 1986, la ciudad de Putivl recibió el estatus de reserva histórica y cultural.
Hasta el 18 de julio de 2020, Putivl fue centro del raión de Putivl. El raión se abolió en julio de 2020 como parte de la reforma administrativa de Ucrania, que redujo el número de raiones del óblast de Sumy a cuatro. El área del raión de Putivl se fusionó con otros en el raión de Konotop.
Putivl fue ocupada por tropas rusas a principios de la invasión rusa de Ucrania en 2022. Fue liberada por las fuerzas ucranianas el 2 de abril de 2022.

## Demografía
La evolución de la población de Putivl entre 1857 y 2022 fue la siguiente:
| 6500                                                          | 10 565 | 8965 | 9838 | 8002 | 8993 | 15 059 | 17 780 | 19 342 | 17 354 | 16 692 | 16 317 | 15 778 | 14 886 |
| (Fuente: Cities & Towns of Ukraine y UKRAINE: Größere Städte) |        |      |      |      |      |        |        |        |        |        |        |        |        |

Según el censo de 2001, el 50,52% de la población son ucranianos, el 48,52% son rusos y el resto de minorías son principalmente bielorrusos (0,31%). En cuanto al idioma, la lengua materna de la mayoría de los habitantes, el 62,9%, es el ruso; del 36,8% es el ucraniano.

## Infraestructura

### Arquitectura, monumentos y lugares de interés
El principal monumento arquitectónico de Putivl es el monasterio Molchanski, cuya mayor parte data del siglo XVII. Los cimientos de su catedral (de tres cúpulas), dedicada a la Natividad del Theotokos, son de la década de 1590, pero la parte principal de la iglesia es una de las primeras estructuras barrocas de la región, habiendo sido descrita en su plenitud por Pablo de Alepo en 1654. La catedral muestra la clara influencia de la arquitectura rusa, especialmente en las decoraciones detallistas y esculturales.
Además del monasterio, Putivl posee la iglesia de estilo barroco cosaco de San Nicolás (1735-1737) y la catedral del Salvador, un híbrido singular de arquitectura de iglesias ucraniana y rusa, iniciada en 1617, que incorpora características moscovitas como la cúpula acebollada. Hay partes supervivientes visibles de las fortificaciones del siglo XVII, entre las que se incluyen las puertas y varias torres, una de las cuales fue convertida en campanario en 1700.

### Transporte
Por la ciudad discurre la carretera regional P-44 y en Putivl comienzan las carreteras territoriales T-19-11 y T-19-22. 

## Galería

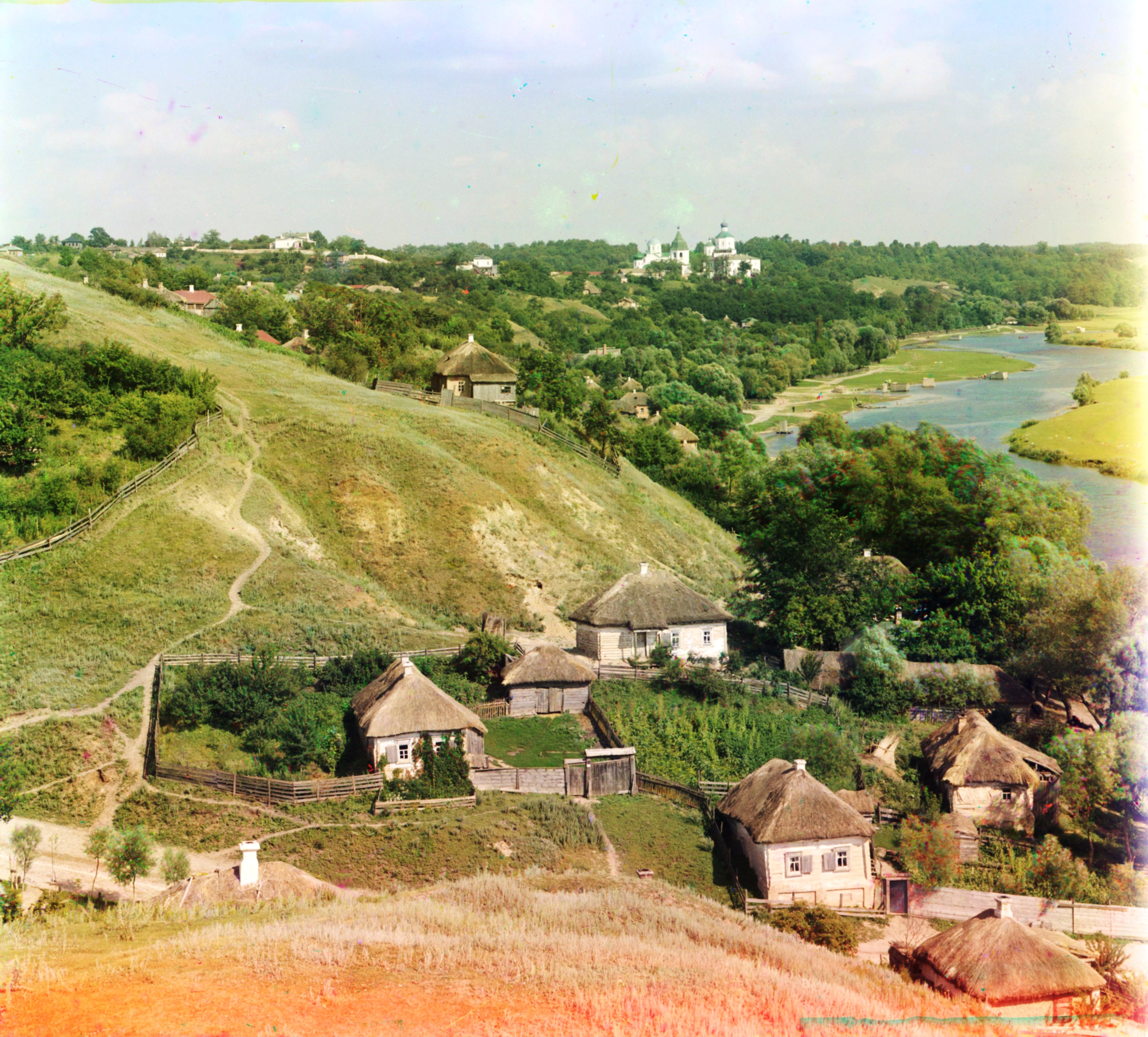
Fotografía de Serguéi Prokudin-Gorski de Putivl, 1900
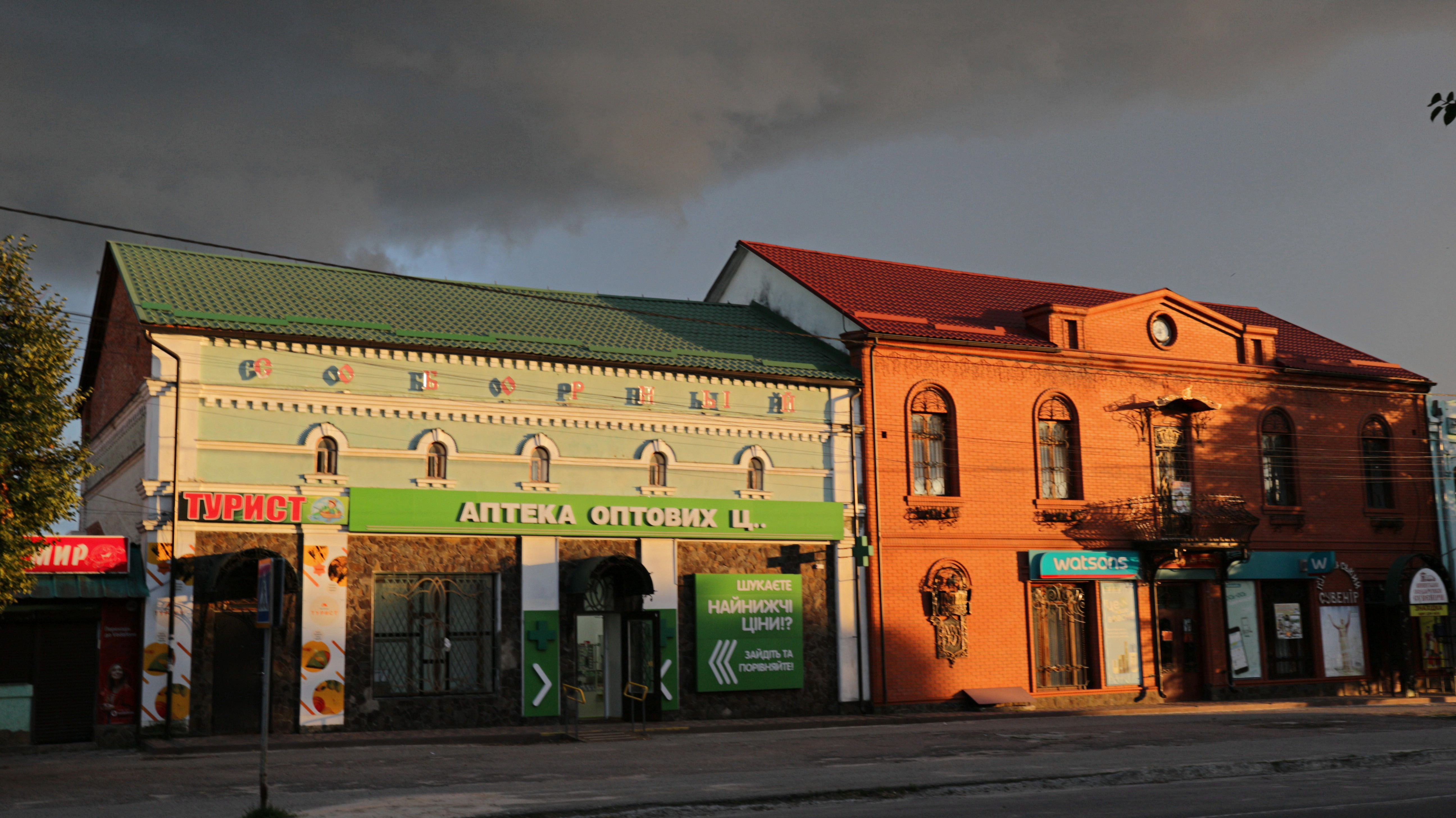
Tiendas en el centro histórico
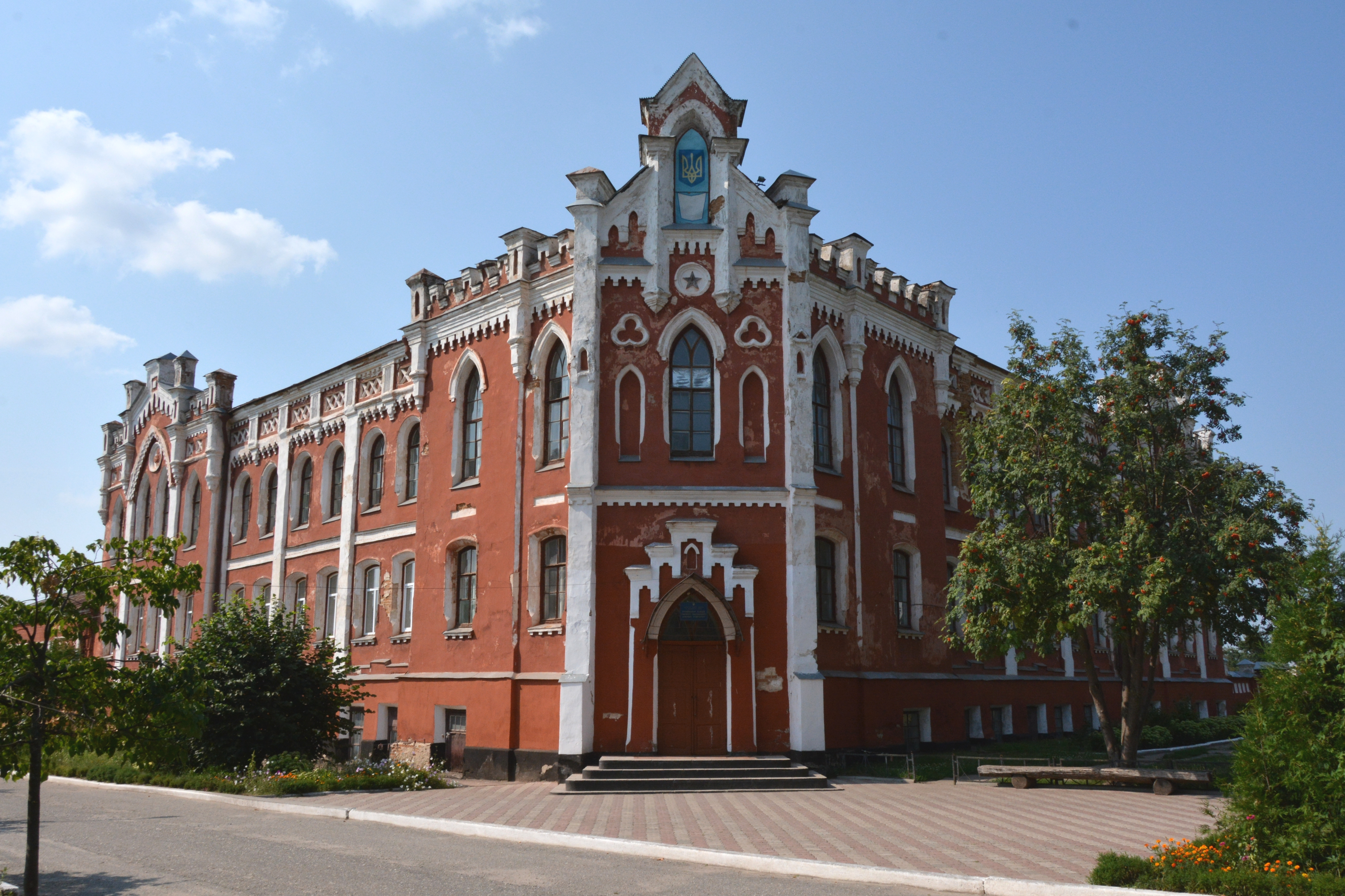
Antigua escuela de artesanos
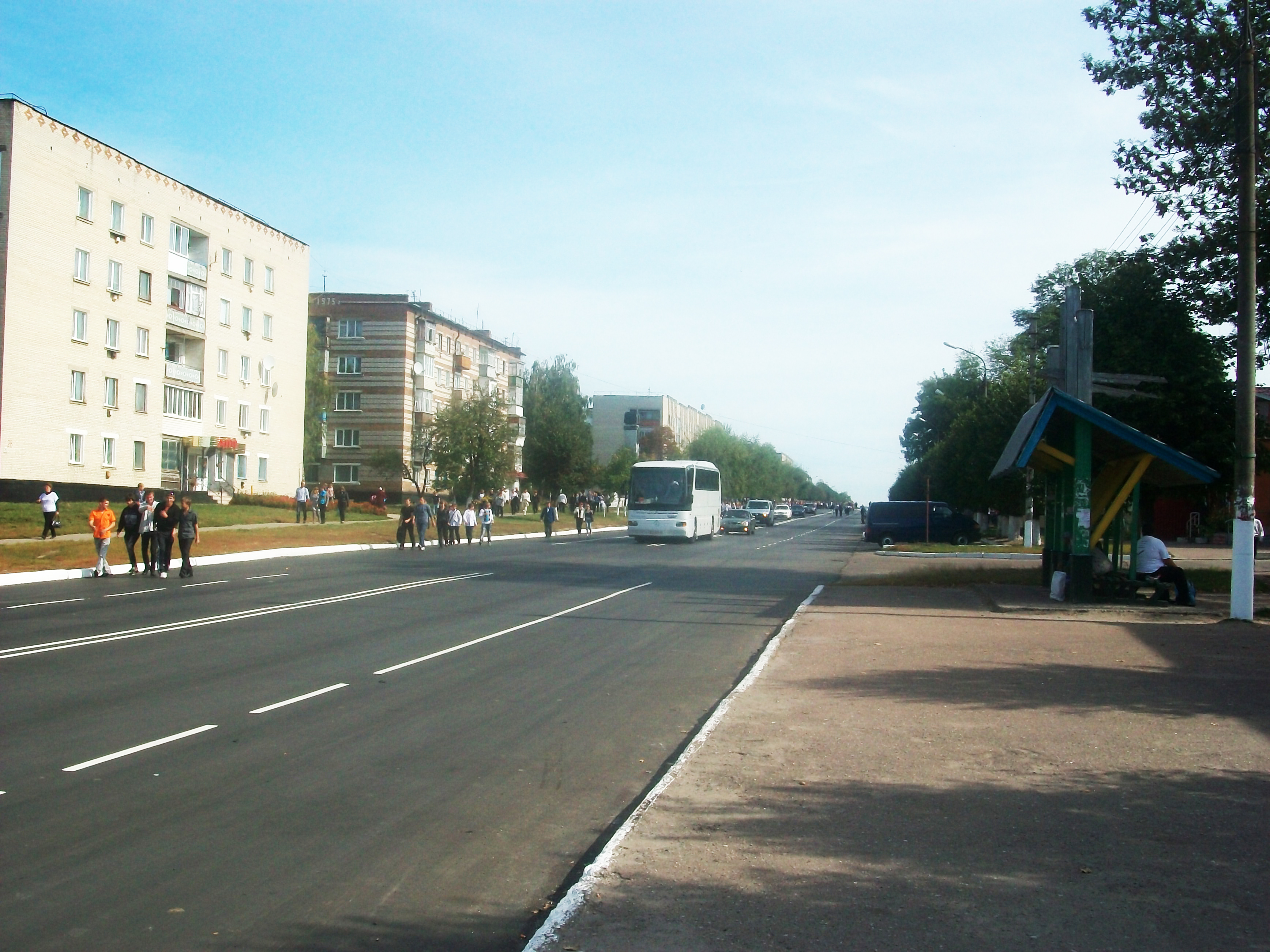
Calle principal de Putivl
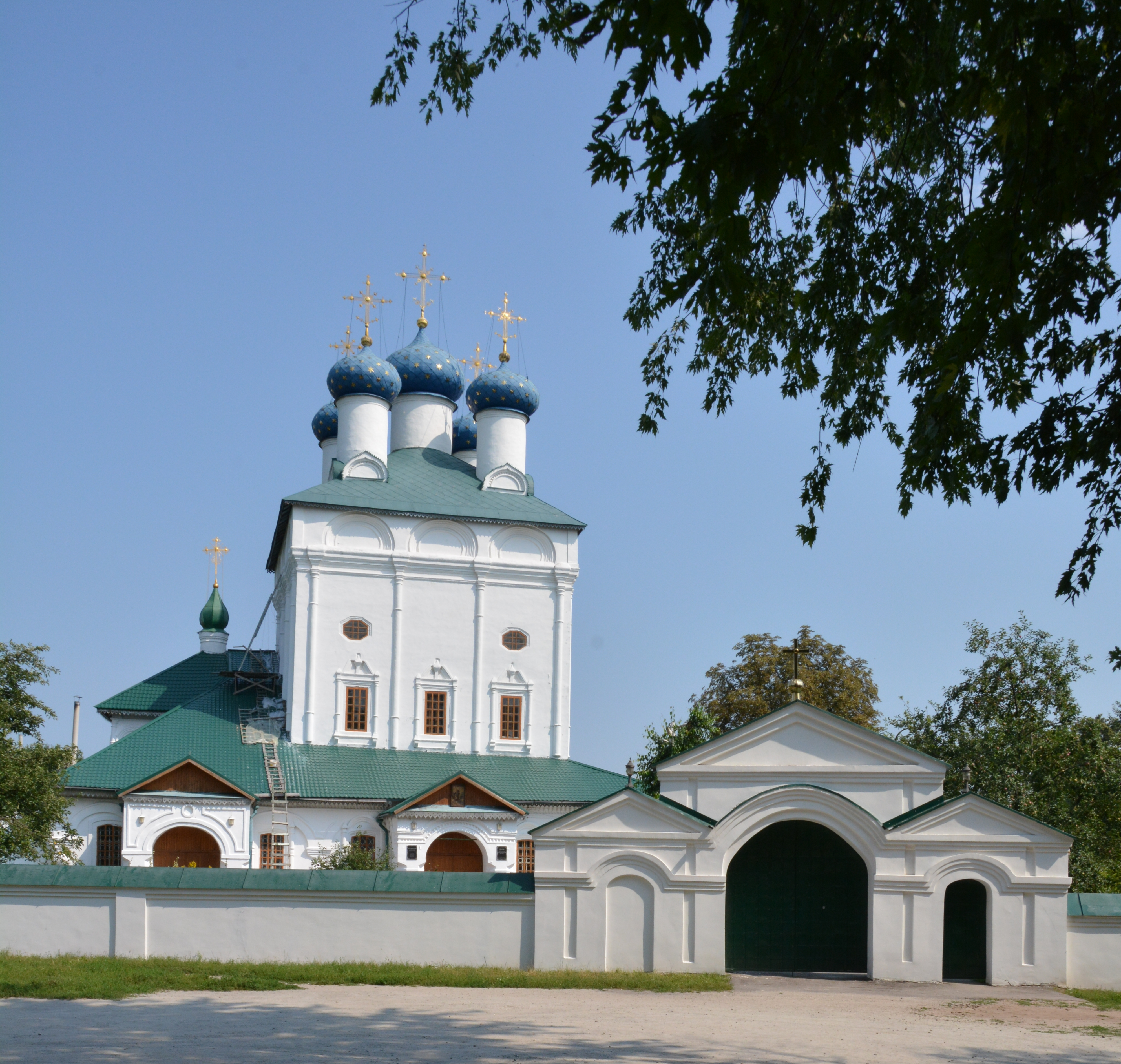
Catedral del Espíritu Santo
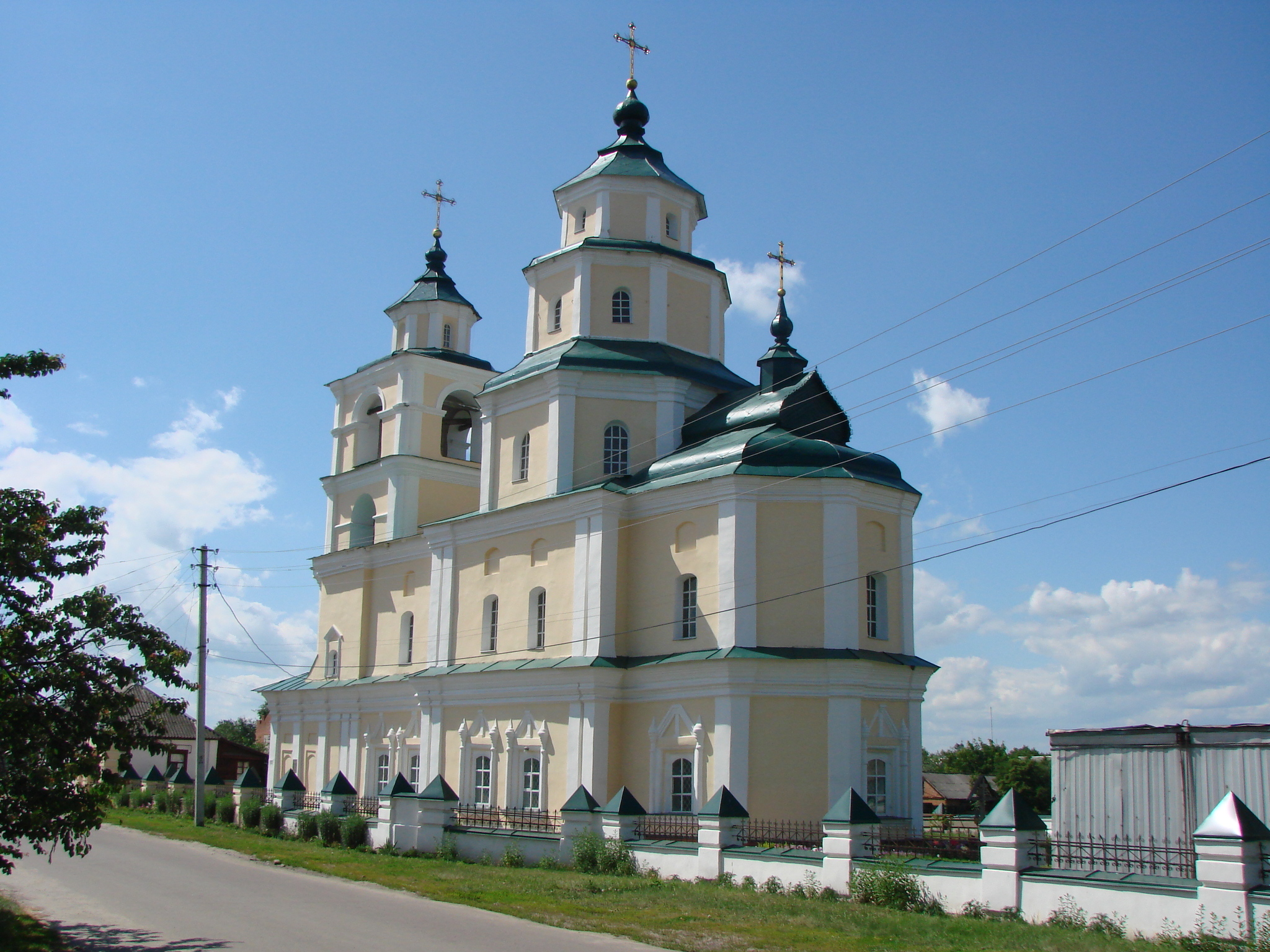
Iglesia de San Nicolás